# Marinići (Chorwacja)
Marinići – wieś w Chorwacji, w żupanii primorsko-gorskiej, w gminie Viškovo. W 2011 roku liczyła 3894 mieszkańców.